# Gammarus rouxi
Gammarus rouxi is een vlokreeftensoort uit de familie van de Gammaridae. De wetenschappelijke naam van de soort is voor het eerst geldig gepubliceerd in 1975 door Pinkster & Goedmakers. Goedmakers en Roux troffen de soort aan bij onderzoek naar G. gauthieri in een bron bij Fez in Marokko. De soort viel op door de geringe grootte van de volwassen dieren (mannetjes niet groter dan 10 mm, vrouwtjes 6 mm) en de korte lengte van de antennea. De eerste antenna is ongeveer 1/4de van de totale lichaamslengte. De tweede antenna is zelfs korter. Het geeft het dier een robuust uiterlijk. Levende exemplaren zijn groenachtig van kleur. 
G. rouxi is vernoemd naar Prof. Dr. A. L. Roux, van de Universiteit van Lyon in Frankrijk, als erkenning voor zijn bijdragen aan de kennis van Franse vlokreeften. 